# Perfect World (Simple Plan)
Perfect World is een single van de Canadese rockband Simple Plan, afkomstig van het album Still Not Getting Any... De single is in 2006 uitgebracht als iTunes-single. Het nummer heeft dan ook geen hitlijsten gehaald.
Het onderwerp van het nummer wordt vaak foutief een beëindigde relatie genoemd, maar de band gaf in de bonus-DVD van het album aan dat het over gebeurtenissen in de wereld, met name de dood, gaat.